# Baptistkyrkan i Halmstad
Baptistkyrkan i Halmstad var en frikyrka för Halmstads baptistförsamling, som ritades av stadsarkitekten Figge Wetterqvist och uppfördes i mörkrött tegel vid Karl XI:s väg i Halmstad. Den invigdes 1932.
Kyrkan såldes 2002, och har senare använts som nattklubb.

## Bildgalleri

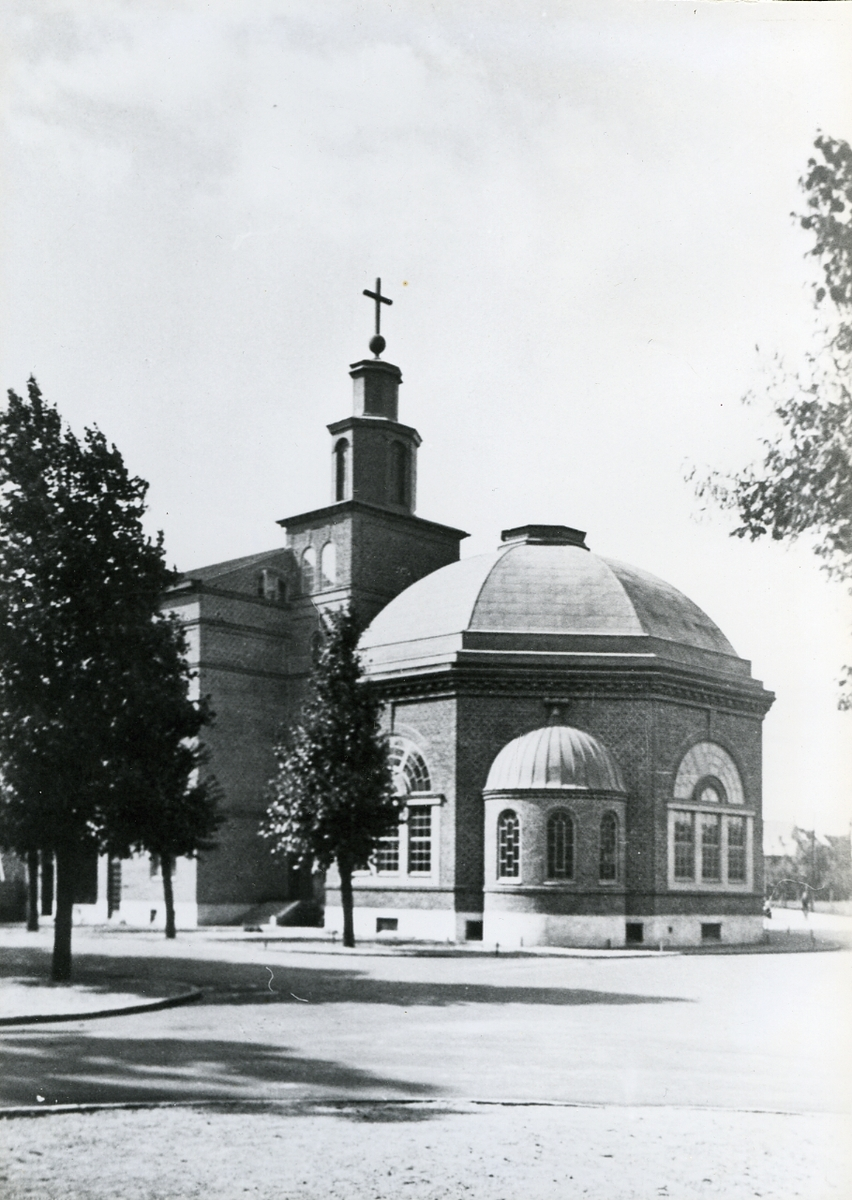
Baptistkyrkan, sedd från Klammerdammsgatan, okänt år
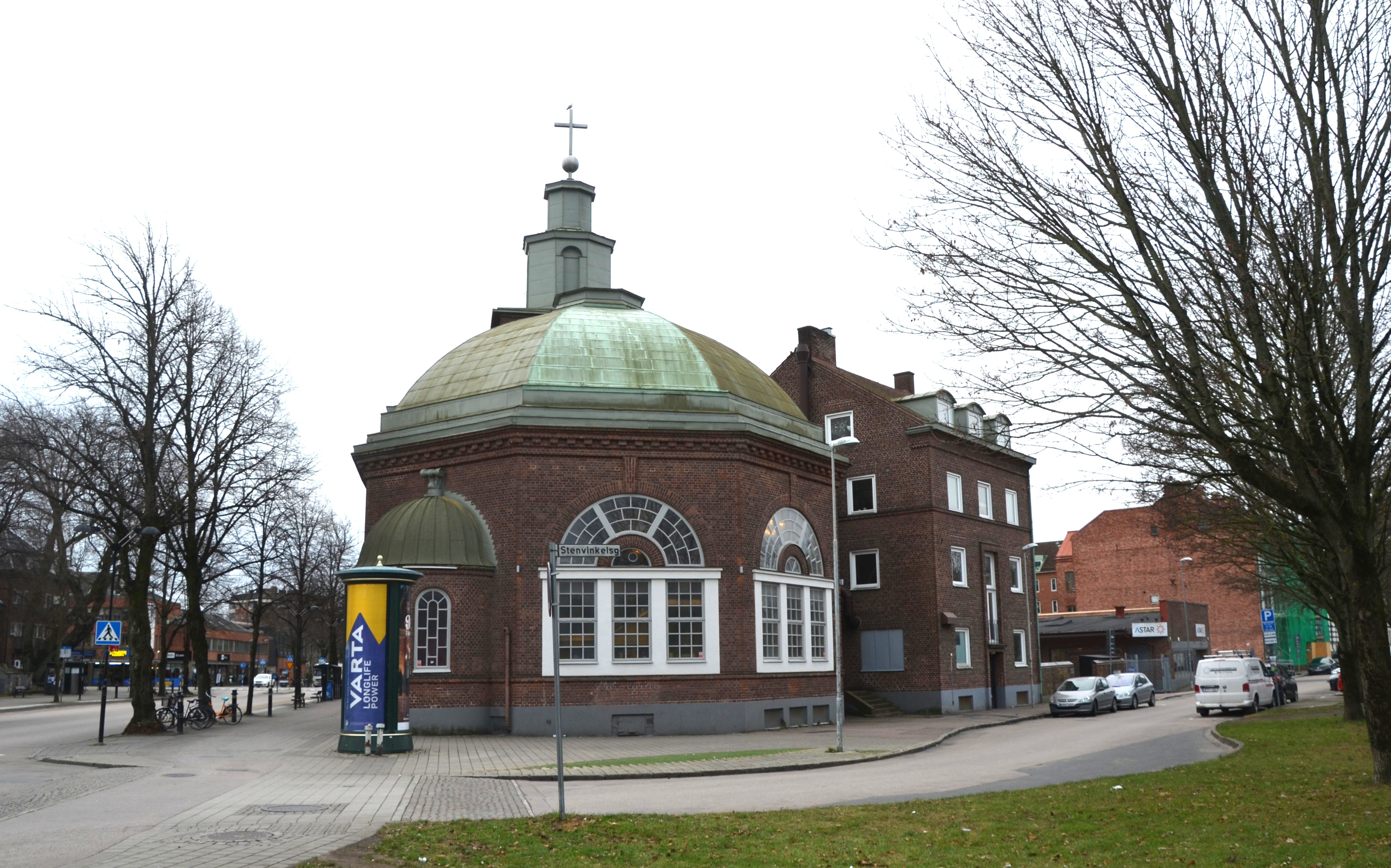
Baptistkyrkan, sedd från Gunillaparken 2024